# 海尔港
海尔港（阿拉伯语：‎）是沙特阿拉伯东部省的一处重要港口，位于朱拜勒工业城以北80千米处。是一处基础设施和工业园区的大型项目。

## 地理概要
海尔港的地理位置是沙特东部海岸，北纬27度33分，东经49度12分。位于朱拜勒工业城以北80千米处。7950号公路和RKPP MAADEN路是主要进出该港口的道路。

### 名称由来
最早该地的名称是Ras Al-Zawr，阿拉伯语意为曲线头。得名于Al-Dahnaa 沙漠深入海湾的 Jannah 岛 Al-Musallameyyah岛形成的砂质海角.
2011年已故国王阿卜杜拉·本·阿卜杜勒阿齐兹命令将该港口所在的城市的名称改为现名الرأس الخير，意为好海角。

### 战略地位
海尔港位于沙特最大的海上油田赛法尼亚油田和东部石化工业中心朱拜勒之间，由于它靠近沙特阿拉伯东部的石油和天然气生产和运输设施，因此具有战略和物流优势。它还有铝和磷酸盐项目。

## 历史
这个主要的工业港口于2008年建成，总成本为24亿沙特里亚尔，并于2011年2月接待首艘船舶。海尔港港口计划分期进行，以满足采矿和矿业的要求。

### 第一期项目
第一阶段由15.2米深的三个泊位组成。 这些泊位专用于处理氨，化肥和公共货物，另外还有两个专用于服务和滚装的24公里长16.2米深度的海运河的泊位。 该港口还包括25座建筑，专门用于行政，海关，边防警卫，安全，运营，维护，海事服务和仓库。

### 第二期项目
第二阶段港口扩建工程将另外建造六个泊位，其中三个泊位专用于Waad Al Shamal。 到本阶段结束时，到2016年将有14个泊位投入运营。

## 主要相关项目

### 船舶制造与维护
King Salman Global Maritime Industries Complex是该港口的造船企业。计划2018年年底开业建成后，将成为世界上最大的造船厂。该设施的开发始于2015年11月，当时沙特阿拉伯石油和天然气公司沙特石油公司和韩国造船商现代重工（HHI）签署了关于沙特阿拉伯海洋工业发展的谅解备忘录（谅解备忘录），其中包括一家大型造船厂。

#### 构成
第一个区域专门用于船舶和钻井平台的维修和维护，包括维修干船坞和12个泊位，以及维修和大修作业配备的车间，每年可维修超过15艘钻机平台和130艘船舶，并修复VLCC超大型油轮。
在第二区，专用于岸外支援船只，将有能力每年建造25艘船舶和修复115个岸外支援船，将包括九个泊位和设施齐全的船舶修理车间。
在第三区面积最大，致力于商用船只的建造。由VLCC超大型油轮的干船坞和设备齐全的泊位组成，该区域将有能力使用最先进的制造技术建造各种类型的船舶。它将有能力每年建造三艘不同类型的VLCC超大型油轮和15艘商船。
在第四区，海上作业区，计划建立每年超过11个海上固定平台和四个钻井平台的能力。它将包括一个用于装载新建钻机的浮船坞，并且将具有近一万吨的码头围墙的装载能力。
预计该综合体将于2018年11月开始初始投产，随后于2019年2月运营钻机区，到2020年建造造船区，并于2021年运营维护和检修区，到2022年将达到全部生产能力。

### 海水淡化
10.25亿立方米的脱盐水容量

### 电力生产
2600兆瓦的电力输出量

## 参与建设的企业
外国企业

### 中国企业
中国交通建设集团的相关企业参与了该港口的建设。

#### 海尔港一期
2008年1月15日中港同沙特港务局签订扎瓦尔港设计、采购、施工总合同，开工日期为2008年2月16日，合同总工期30个月，保修期两年，总合同额为586,841,368美元，预付款为1300万美元。
主要工程内容包括：
1. 疏浚工程（广州航道局分包）：约23km航道、调头区、港池、冷却水取水口与排放口的疏浚工程及相应的导助航设施，疏浚回填量达4500万立方米。
2. 码头工程（二航局分包）：  包括1个7万吨级散货泊位、1个7万吨级件杂货泊位、1个5万吨级液体材料泊位、1个7千吨级工作船泊位共4个码头泊位及相应的栈桥工程。
3. 陆域回填（广航和二航）：约400万平方米的吹填（广航），其中大部分陆域需地基处理；以及与陆域形成结合的护岸、防波堤工程（二航）。
4. 配套土建及机电安装工程（一航局分包）[3]

### 海尔港二期
项目主要工程内容包括3个7万吨级重力式泊位和1个7千吨级工作船泊位，以及16公里的防波堤和围堤，港口配套的建筑、道路、堆场及其设施等。中港公司作为EPC总承包商承建该项目，二航局一公司作为施工方负责实施。该项目采用EPC模式，原合同额为5.868亿美元，变更后合同额为6.0799亿美元。项目开工日期为2008年2月16日，2011年2月份工程完工，港口开始投入运营。

#### 海尔港第四期
中港港湾参与了该基础设施的第四期扩建项目。